# 外獅潭
外獅潭，是臺灣苗栗縣頭屋鄉的一個傳統地域名稱，位於該鄉西北部。相較於今日行政區，其範圍大致包括獅潭村、北坑村。

## 歷史
台灣清治末期至日治初期，外獅潭地區為一街庄，稱為「外獅潭庄」，隸屬於苗栗一堡。該庄北與新港庄、牛欄湖庄、造橋庄為鄰，東與老田藔庄為鄰，東南與仁隆庄為鄰，南邊為崁頭屋庄，西南邊隔後龍溪與嘉盛庄相望，西邊為二張犁庄。
1901年（日治明治三十四年）11月，全台廢縣廳改設二十廳，該庄隸屬於苗栗廳。1909年（明治四十二年）10月，合併二十廳為十二廳，該庄改隸屬於新竹廳。1920年（大正九年），廢十二廳改設五州二廳，該庄改制並改名為「外獅潭」大字，隸屬於新竹州苗栗郡頭屋庄。
戰後頭屋庄改制為頭屋鄉，隸屬於新竹縣，大字亦改制為村。1950年桃、竹、苗分治，頭屋鄉改隸屬於苗栗縣。

## 交通
國道1號又稱「中山高速公路」，是台灣西部兩條縱向高速公路之一，大致以北北東－南南西走向蜿蜒經過外獅潭地區中部，並於南側邊界外不遠處的省道台13線交會口設有頭屋交流道，由此進入向北可快速前往頭份、新竹、桃園、台北各地，向南可快速前往台中、嘉義、台南、高雄各地。
省道台13線是香山內湖至豐原的幹道，其中尖山至豐原路段俗稱「尖豐公路」，大致以東北東—西南西蜿蜒經過頭屋地區中北部，向東轉北可前往造橋、竹南後於香山內湖止於省道台1線路口，向西轉南繞過苗栗市區可前往銅鑼、三義、豐原等地。
省道台72線是「東西向快速公路－後龍汶水線」，俗稱「後汶快速公路」，大致以西北—東南走向轉縱向經過本地區西部的後龍溪沿岸地帶，向西北可前往後龍並止於省道台1線路口，向南可前往公館、汶水並止於省道台3線路口。
縣道126號是後龍鎮外埔至獅潭鄉永興的道路，其中頭屋至明德水庫路段與省道台13線共線。該道路蜿蜒經過本地區西部及西南部邊界地帶，向西北可前往後龍、外埔，向南轉東南可前往頭屋市區，再轉東北東與省道台13線分線後可繞經明德水庫北岸前往獅潭永興，並止於省道台3線路口。